# Ишим
 Тази статия е за реката.  За града вижте Ишим (град).  
Иши́м (на казахски: Есіл) е голяма река в Азия, протичаща на територията на Казахстан (1650 km, Карагандинска, Акмолинска и Северноказахстанска област) и Русия (800 km, Тюменска и Омска област) с дължина 2450 km, ляв приток на Иртиш. Дължината на реката на територията на Русия е 800 km, което ѝ отрежда 69-о място по дължина сред реките на Русия. Река Ишим е най-големият приток на Иртиш

## Географска характеристика
Река Ишим извира на западния склон на нископланинския масив Нияз, разположен в северната част на Казахската хълмиста земя (Казахски мелкосопочник) на 634 m н.в., в северната част на Карагандинска област на Казахстан, на 12 km източно от село Крещеновка.
Първите 872 km (горното течение на реката) Ишим тече основно в западна посока приемайки отляво и отдясно няколко дълги, но маловодни притока, стичащи се от Кокчетавските възвишения на север и северните части на възвишението Улитау на юг. В най-горното си течение до град Астана протича в тясна долина със скалисти склонове. След Астана долината се разширява, а след град Атбасар (Акмолинска област) завива на югозапад, като следва това направление до град Державинск (Акмолинска област), където завършва горното ѝ течение.
След Державинск при 1578 km Ишим рязко завива на север-североизток и следва тази посока до устието си. В началния участък от средното течение реката заобикаля от югозапад и запад Кокчетавските възвишения, долината ѝ отново се стеснява, скоростта на течението нараства и има множество прагове и теснини.
След град Сергеевка (Северноказахстанска област) реката излиза от хълмистите и полупланински райони и навлиза в южната част на Западносибирската равнина – плоската и равна Ишимска равнина. Тук долината ѝ става широка, появява се обширна заливна тераса, по която Ишим силно меандрира като образува стотици старици, протоци, малки езера и малки острови. След град Ишим (град) (Тюменска област) реката тече през силно заблатени райони, в много широка долина без видими склонове, с бавно и мудно течение. Влива се отляво в река Иртиш при неговия 1016 km, на 41 m н.в., при село Уст Ишим, Тюменска област.

### Водосборен басейн, притоци

#### Водосборен басейн
Водосборният басейн на река Ишим обхваща площ от 177 хил. km2, което представлява 10,77% от водосборния басейн на река Иртиш. Водосборният басейн обхваща южните части на Западносибирската равнина, северните части на Казахската хълмиста земя (Казахски мелкосопочник), източната част на Тургайското плато и голяма част от Кокчетавските възвишения. Басейнът на реката се отличава с разнообразни физикогеографски условия: от полупустини на юг до тайга на север, стотици квадратни километри блата и обширни безотточни райони, осеяни с множество пресноводни и засолени езера.
Във водосборния басейн на реката попадат части от териториите на 2 държави:
- Казахстан (около 80% от водосборния басейн) – части от Акмолинска, Карагандинска, Костанайска и Северноказахстанска област;
- Русия (около 20% от водосборния басейн) – части от Омска и Тюменска област.

Границите на водосборния басейн на реката са следните:
- на изток – водосборния басейн на река Оша, ляв приток на Иртиш и множество реки, в т.ч. Силети и Шидерти, губещи се в безотточната област в междуречието Иртиш – Ишим;
- на юг – водосборните басейни на реките Нура и Тургай, губещи се в безотточната област между Ишим и Сърдаря;
- на запад – водосборните басейни на реките Тобол и Вагай, леви притоци на Иртиш.

#### Притоци
Река Ишим получава сравнително малко притоци поради факта, че по-голямата част от течението на реката преминава през полупустинни и степни райони. Девет от тези притоци са с дължина над 100 km:
- ← Колутон 223 / 17 400, на 14 km западно от село Колутон, Акмолинска област, Казахстан
- ← Жабай 196 / 8800, при село Магдалиновка, Акмолинска област, Казахстан
- → Терсаккан 334 / 19500, при село Казгородок, Акмолинска област, Казахстан
- ← Акканбурлик 176 / 6720, при село Стерлитамак, Северноказахстанска област, Казахстан
- ← Иманбурлук 177 /-, в Сергеевското водохранилище, Северноказахстанска област, Казахстан
- → Карасул 128 / 26600, при град Ишим, Тюменска област, Русия
- ← Китерня 101 / 1320, Тюменска област, Русия
- → Ик 118 / 2830, при село Поддубровное, Тюменска област, Русия
- ← Голяма Тава 193 / 2600, при село Атеринки, Омска област, Русия

### Хидроложки показатели
Подхранването на река Ишим е предимно снегово с високо, но непродължително пролетно пълноводие с максимум през май и юни, като в долното течение реката се разлива до 15 km и много дълго лятно-есенно-зимно маловодие. Среден годишен отток при село Викулово, Тюменска област, на 215 km от устието 56,3 m3/s (максимален 686 m3/s), при град Астана 1,11 m3/s (максимален 1080 – 1100 m3/s), в устието 76 m3/s Общ годишен отток при Астана 1,3 km3, в устието – 2,5 km3. Замръзва в началото на ноември, а се размразява през април или началото на май.

## Селища
По течението на Иртиш са разположени стотици населени места, в т.ч. 6 града, 5 селища от градски тип и 8 села – районни центрове:
- Казахстан

Акмолинска област – градове: Астана, Державинск и Есил; посьолки: Вишневка (районен център), Железнодорожни, Степной и Красногорски; села районни центрове: Астраханка и Кийма
Северноказахстанска област – градове: Сергеевка и Петропавловск; посьолок Куйбишевско (районен център); села районни центрове: Явленка и Соколовка
- Русия

Тюменска област – град Ишим; села районни центрове: Казанское, Абатское и Викулово
Омска област – село Уст Ишим (районен център)

## Стопанско значение
В горното и средно течение на Ишим, в Казахстан са изградени три водохранилища: Ишимско (Карагандинска област), Вячеславско (Акмолинска област) и Сергеевско (северноказахстанска област), водите на които се използват за водоснабдяване на оконите селища и регулират оттока на реката. От река Нура до река Ишим е изграден канал, по който постъпва вода от Нура, която повишава нивото на водата в Ишим. В горното и средно течение водите на реката не са замърсени и масово се използват в селските населени места за напояване и водоснабдяване.
Река Ишим има и важно транспортно значение. Тя е плавателна в два участъка от течението си: от град Петропавловск на 270 km нагоре до Сергеевското водохранилище и от село Викулово, Тюменска област до устието – 215 km. Навигацията по реката продължава от април до ноември.

### Проект за плавателност на Ишим в горното течение
Според президента на Казахстан Нурсултан Назарбаев Астана е избрана за столица на страната отчасти и заради присъствието на реката. Тя разделя града на 2 части – на десния (северен) бряг е разположен старият град, на левия (южен) бряг се простират нови правителствени сгради: Ак Орда, Дом на правителството, Върховен съд, както и много престижни апартаменти и жилищни комплекси.
От 1998 година река Ишим в района на новата столица е активно управлявана. Това се прави, от една страна, за да се контролират кратките наводнения през пролетта, а от друга – за да се поддържа постоянно ниво на водата, което да осигури възможност за отдих на столичаните и за добър външен вид на речното корито. За целта градските власти в бързо разрастващата се столица предприемат изпълнението на проект „Плавателен Ишим“. Той предвижда 22,5 km от реката в района на Астана да стане плавателна.
Проектът ще се осъществява в 3 фази. Първата фаза обхваща участък на реката от улица „Саръарка“ до резиденцията на президента Ак орда. Според проекта дълбочината на канала ще се увеличи, а инженерната мрежа, минаваща по дъното на реката ще бъде преустроена. Край бреговете ще бъдат изградени кейове със съоръжения за пътници и ще бъдат поставени навигационни знаци по дължината на плавателния участък. Освен пътнически 50-местни кораби по реката се предвижда да плават и леки катери. В процеса на реконструкция на коритото на реката се предвиждат да бъдат създадени няколко острова, на които ще бъдат разположени яхтклубове, спасителни станции, места за отдаване под наем на лодки и катамарани, кафенета и ресторанти и плажна ивица с необходимото оборудване. През 2008 година първата фаза на проекта е завършена, а през юни 2009 г. плаването по Ишим е открито официално.
Проектът „Плавателен Ишим“ търпи критики заради екологичните последствия, които оставя след себе си. Според експерти проектът представлява екологична бомба със забавено действие. Мащабното хидротехническо строителство нарушава естествения хидроложки режим на реката. Поради строежа на язовирни стени в района на столицата Астана надолу по течението на реката през пролетта на 2010 година се наблюдава критически минимум на водите. Пресъхват крайречни езера, измира рибата в реката. В последните няколко години се наблюдава недостатъчно запълване на речното русло.
Водите на Ишим в района на столицата Астана са замърсени. Негативно влияние над естествената речна система оказва и незаконното строителство на частни диги и микроводоеми.